# Regina Zăpezilor
Regina Zăpezilor sau Regina Zăpezii (1980) (titlu original The Snow Queen) este un roman science fiction/fantasy scris de Joan D. Vinge. A câștigat premiul Hugo pentru cel mai bun roman în 1981 și a fost nominalizat la premiul Nebula pentru cel mai bun roman în 1980.
Având la bază basmul Crăiasa Zăpezilor de Hans Christian Andersen și cartea Zeița Albă a lui Robert Graves, Regina Zăpezilor este un roman a cărui acțiune se petrece pe o planetă acoperită în mare parte cu ape, Tiamat, a cărui soare orbitează o gaură neagră, ceea ce permite călătoriile stelare, legând Tiamatul cu restul galaxiei civilizate ("Hegemonia" care a supraviețuit căderii Imperiului Galactic).

## Intriga
Locuitorii Tiamatului sunt împărțiți în două clanuri: "Iernaticii" - care susțin progresul tehnologic și relațiile comerciale cu lumile exterioare - și "Văraticii" - care depind de tradițiile lor populare și de rigidele distincții sociale pentru a supraviețui pe acestă planetă mărginașă. La fiecare 150 de ani, orbita soarelui în jurul unei găuri negre influențează dramatic ecologia planetară și, pentru a menține echilibrul fragil, guvernarea trece din mâna Iernaticilor în cea a Văraticilor prin intermediul unei monarhii matriarhale. Călătoriile interstelare între Tiamat și Hegemonie sunt posibile în perioada celor 150 de ani de conducere Iernatică, planeta fiind condusă de o singură femeie: o "Regină a Zăpezii" Iarna, o "Regină a Verii" Vara.
Interesul Hegemoniei pentru Tiamat este legat de "mersi", creaturi marine inteligente al căror sânge furnizează "apa vieții", o substanță care inhibă total îmbătrânirea fizică. Fiind cea mai importantă substanță din galaxie, vânătoarea de mersi se desfășoară pe perioada anilor Iernii până îi aduce în pragul extincției. Ea îi permite și Reginei Zăpezii să conducă pe perioada celor 150 de ani, povestea începând cu Arienrhod în rolul Reginei zăpezii. Ea a impregnat în secret câteva femei Văratice cu embrioni care sunt clone ale ei, sperând să își prelungească dominația dincolo de ritualul sacrificării ei, care are loc la sfârșitul Iernii.
Romanul o prezintă pe Moon, singura dintre clone care atinge adolescența. Ea este îndrăgostită de vărul ei, sparks, amândoi fiind concepuți în perioada festivalului planetar care are loc la fiecare 20 de ani pentru a reaminti Tiamatului de ciclul puterii. Moon devine sibilă, o poziție importantă printre Văratici, deoarece devine păstrătoare a cunoștințelor, aflate astfel la dispoziția oricui întreabă. Sibilele intră în transă și, prin metode misterioase, pot răspunde întrebărilor. Deoarece nu îi este permis să intre în rândul sibililor și fiind curios în legătură cu moștenirea altor planete, Sparks călătorește la Carbuncle, capitala Tiamatului, unde intră în atenția lui Arienrhod, devenind "Starbuck" - amantul ei - o poziție care nu numai că îi cere să îl elimine pe vechiul Starbuck (Herne), dar și să organizeze vânătoarea mersilor, o crimă capitală în insulele Văraticilor.
Moon reușește să ajungă și ea în Carbuncle, un loc în care sibilele sunt proscrise, fiind târâtă accidental în afara planetei - o călătorie doar dus pentru orice cetățean al Tiamatului, deoarece Hegemonia interzice accesul complet al Tiamatului pe planetele sale. Ajunsă pe planeta capitală, Kharemough, descoperă că prejudecata împotriva sibililor este o unealtă politică folosită de către Hegemonie pentru a păstra echilibrul puterii de pe Tiamat în favoarea sa. Sibilii sunt foarte respectați pe planetele Hegemoniei și doar pe Tiamat sunt considerați periculoși și labili psihic, din cauza alimentării atente a superstițiilor de către conducerea Iernatică. În cele din urmă, Moon încalcă interdicțiile și reușește să revină pe Tiamat, după ce află în timpul unei transe că Sparks e în pericol.
După ce naveta ei se prăbușește pe Tiamat și petrece o scurtă perioadă de timp ca prizonieră a unui trib de nomazi Iernatici, Moon revine în Carbuncle și se confruntă cu Arienrhod pentru Sparks. Aici descoperă adevărul despre moștenirea ei și despre faptul că Arienrhod o consideră un eșec: ea dorea o clonă a spiritului, nu doar a trupului, o clonă care să îi oprească pe Văratici să arunce în mare în timpul Schimbării toate tehnologiile aduse prin comerțul cu alte lumi. Moon participă la competiția ritualică pentru desemnarea Reginei Verii, pe care o câștigă. Schimbarea are loc, iar Iarna ia sfârșit - cu o regină înțeleaptă, care pregătește Tiamatul pentru a face față Hegemoniei când cei 150 de ani ai verii se vor încheia, iar călătoria interstelară va fi din nou posibilă prin gaura neagră.

## Opinii critice
John Varley consideră că romanul "reușește tot ceea ce încearcă și încearcă aproape totul", iar Roger Zelazny crede că este "o poveste minunată, o adevărată plăcere s-o citești". La rândul ei, Vonda N. McIntyre vede în Regina Zăpezilor "o dantelă: firele ei se răsucesc și se împletesc într-un model de mare bogăție și frumusețe.".
Pentru Mark Aragona, romanul furnizează sentimente contradictorii: "Pe de o parte", spune el "oferă un amestec de idei science fiction fantastice. Pe de altă parte, povestea conține prea puține surprize, mai ales dacă ai citit basmul original al lui Hans Christian Anderson, pe care se bazează romanul lui Joan D. Vinge.". În aceeași notă, Steven Wu consideră Regina Zăpezilor "o carte frustrantă. Pe de o parte, creează unul dintre cele mai bine gândite și pline de imaginație cadre ale genului - pe același nivel cu Dune a lui Frank Herbert sau Sera lui Brian Aldiss. Pe de altă parte, aproape tot restul este inferior."

## Continuări
Vinge a scris o continuare la Regina Zăpezilor, intitulată The Summer Queen (1991), cele două romane fiind legate cu ajutorul nuvelei "World's End" (1984). Un al treilea roman, Tangled Up In Blue, a fost publicat în anul 2000.

## Primire
A câștigat în 1981: premiul Hugo pentru cel mai bun roman și premiul Locus pentru cel mai bun roman.
Romanul a fost nominalizat la premiul Nebula pentru cel mai bun roman în 1980 și la premiul Ditmar pentru cea mai bună ficțiune internațională în 1981.